# Colpo di Stato in Tunisia del 1987
Il colpo di Stato in Tunisia del 1987 fu un colpo di Stato senza vittime avvenuto il 7 novembre 1987, che portò alla destituzione del presidente della Tunisia Habib Bourguiba e alla sua sostituzione col suo primo ministro Zine El Abidine Ben Ali. L'azione fu giustificata dalla cattiva salute dell'ottantaquattrenne Bourguiba e dall'articolo 57 della costituzione del Paese. Successivamente emersero dei rapporti che indicarono un coinvolgimento dei servizi segreti italiani del SISMI nella pianificazione del colpo di Stato.
Fonti a volte identificano il colpo di Stato del 1987 come Révolution de jasmin (Rivoluzione del gelsomino) come il fiore di gelsomino è considerato un simbolo della Tunisia. Tuttavia, anche le fonti più recenti usano esattamente lo stesso termine per identificare la rivoluzione tunisina del 2011. Ciò può causare confusione.

## Eventi
Nella notte del 6 novembre 1987 un gruppo di sette medici firmò un rapporto medico attestante l'incapacità mentale di Bourguiba. Il giornalista politico Mezri Haddad ha riassunto il rapporto come segue:
Ufficialmente all'età di 84 anni Bourguiba si addormentò mentre riceveva un visitatore straniero. Influenzato da coloro che desideravano ardentemente la presidenza, il giorno dopo licenziò un ministro appena nominato. Accettò il rimpasto di gabinetto del suo primo ministro solo per ritirare il suo accordo poche ore dopo. Peggio ancora, ha insistito per ribaltare un verdetto di corte su Rached Ghannouchi che considerava un estremista ("Voglio cinquanta teste ... Voglio trenta teste ... Voglio Ghannouchi").
Quando questo ordine divenne noto, un certo numero di leader politici tunisini temevano che Bourguiba non fosse più capace di intendere e di volere. Più tardi, un attivista per i diritti umani ha affermato che Bourguiba avrebbe scatenato una guerra civile se fosse riuscito a far eseguire gli ordini. A giustificazione del colpo di Stato, il primo ministro Ben Ali invocò l'articolo 57 della Costituzione, mentre assunse il potere. Emerse rapidamente, quindi, non solo come presidente costituzionale, ma anche come comandante in capo dell'esercito. I giornalisti Nicolas Beau e Jean-Pierre Tuquoi sintetizzano le circostanze in cui era stato ottenuto il necessario parere medico:
Sette medici, tra cui due medici militari, furono chiamati insieme nel cuore della notte, non nel letto di malattia di Bourguiba, ma presso il Ministero degli Interni. Uno dei sette era all'epoca il dottore del presidente, il cardiologo e il generale militare Mohamed Gueddiche. Al ministero hanno trovato Ben Ali che ha detto loro di formulare un'opinione scritta sull'incapacità del presidente. Uno dei dottori iniziò a protestare. "Non importa. Firma!", Intervenne il generale Ben Ali.
Il giorno successivo il nuovo presidente si è rivolto alla nazione su Radio Tunisi. Ha reso omaggio agli enormi sacrifici che il suo predecessore aveva fatto, supportato da uomini coraggiosi, nel suo servizio alla liberazione e allo sviluppo della Tunisia. Allo stesso tempo, Ben Ali ha colto l'occasione per fare una dichiarazione: "Nei tempi in cui viviamo non è più sufficiente sopportare le presidenze a vita o con la successione automatica per il capo dello Stato, in un sistema dal quale il popolo è escluso. Il nostro popolo merita una politica moderna, basata su un sistema veramente multipartitico che incorpora una pluralità di organizzazioni di massa." L'ulteriore giustificazione è stata successivamente fornita che i movimenti fondamentalisti stavano preparando un colpo di Stato di loro, e avevano preparato un elenco di obiettivi di assassinio in relazione ai loro piani.

## Ruolo dell'intelligence italiana
L'11 ottobre 1997 Fulvio Martini, ex capo dell'intelligence italiana, ha rilasciato un'intervista al quotidiano la Repubblica in cui ha affermato che l'intelligence italiana aveva svolto un ruolo importante nella rimozione di Bourgiba. "Tutto è iniziato con la visita del primo ministro italiano Bettino Craxi in Algeria nel 1984", ha spiegato. "Gli algerini erano nervosi per la crescente instabilità in Tunisia ed erano pronti ad intervenire" a causa dei rischi che la situazione presentava ai propri interessi strategici. Ciò significava che l'esercito algerino era pronto a invadere la parte della Tunisia attraversata dal gasdotto che trasportava gas algerino in Sicilia. Martini ha continuato: "Nel 1985 il primo ministro Craxi mi ha chiesto di andare in Algeria e di stabilire un contatto con i servizi di sicurezza lì ... al fine di evitare qualsiasi movimento improvviso da parte dell'Algeria. Fu l'inizio di una lunga operazione di politica estera in cui la sicurezza i servizi hanno svolto un ruolo centrale. Alla fine le parti hanno convenuto che il generale Ben Ali sarebbe stato in grado di garantire la stabilità della Tunisia meglio di Bourguiba". Martini ha aggiunto: "Abbiamo suggerito questa soluzione agli algerini e ne hanno discusso con i libici. Sono andato a parlare con il francese [... ma ...] il capo della sicurezza francese a quel tempo, René Imbot ha reagito con arroganza e dichiarò semplicemente che noi italiani non dovevamo essere coinvolti, perché la Tunisia faceva parte dell'eredità imperiale della Francia ".
La priorità era organizzare un colpo di Stato il più invisibile possibile, e questo ha dato origine all'idea di un "colpo di Stato medico". L'Italia garantirebbe di sostenere un'acquisizione di Ben Ali e questa scelta è stata approvata anche da Libia e Algeria. "È vero che l'Italia ha sostituito Bourguiba con Ben Ali", ha concordato Martini dopo il 10 ottobre 1999, quando la Repubblica ha fatto riferimento a un rapporto che Martini aveva rivelato davanti a una commissione parlamentare il 6 ottobre 1999. D'altra parte, il primo ministro Craxi negò qualsiasi coinvolgimento da parte dei Servizi di sicurezza italiani. Inoltre, si rivolse all'ufficio dell'agenzia di stampa francese a Tunisi dichiarando: "Non vi furono manovre o interferenze italiane negli eventi che portarono al potere il presidente Ben Ali nel 1987". La vicinanza della complicata e consolidata relazione di Craxi con l'establishment politico tunisino portò a ritenere che essa si fondasse proprio su antichi scambi di favore tra il regime tunisino e Craxi, anche se il giornale francese Le Monde ritenne non esserci prove in merito. Craxi vivrà poi da latitante nella Tunisia di Ben Ali, dove morirà, nel 2000, ad Hammamet.

## Conseguenze
Ben Ali prese il controllo del Partito Socialista Desturiano al potere, lo ribattezzò e lo trasformò in Raggruppamento Costituzionale Democratico. Le elezioni promesse si sono svolte nel 1989 e sono state vinte dal nuovo partito. In linea di principio Ben Ali seguì politiche simili a quelle di Bourgiba, posizionandosi come successore spirituale del suo predecessore anziano. Rimase al potere per 23 anni, fino al 2011, quando fu deposto nella Rivoluzione tunisina.